# Кирума (озеро)
Ки́рума (устар. Киррум; латыш. Ķiruma ezers, Kreņa ezers) — озеро на реке Киреле в Вецатской волости Буртниекского края Латвии. Относится к бассейну Салацы.
Озеро Кирума находится в 8 км северо-западнее села Матиши, на высоте 53,6 м над уровнем моря, в пределах Буртниекской равнины. Длина озера — 2,65 км, максимальная ширина — 0,32 км. Площадь водной поверхности — 53,5 га. Наибольшая глубина — 2,8 м, средняя — 1,7 м. Площадь водосборного бассейна озера равняется 14,2 км².